# Gino Bianco
Luigi Emilio Rodolfo Bertetti Bianco, ismertebb nevén Gino Bianco (Torino, 1916. július 22. – Rio de Janeiro, 1984. május 8.) olasz születésű brazil autóversenyző.

## Pályafutása
1952-ben a Formula–1-es világbajnokság négy versenyén állt rajthoz. Gino a szezon utolsó négy futamán szerepelt, azonban csak a brit nagydíjon ért célba.
Pályafutása alatt részt vett több, a világbajnokság keretein kívül rendezett Formula–1-es versenyen is.

## Eredményei

### Teljes Formula–1-es eredménylistája
(Táblázat értelmezése)

(Félkövér: pole-pozícióból indult; dőlt: leggyorsabb kört futott) 

| Év   | Csapat                 | Modell         | Motor               | 1   | 2   | 3   | 4   | 5      | 6      | 7      | 8      | Helyezés | Pont |
| ---- | ---------------------- | -------------- | ------------------- | --- | --- | --- | --- | ------ | ------ | ------ | ------ | -------- | ---- |
| 1952 | Escuderia Bandeirantes | Maserati A6GCM | Maserati Straight-6 | SUI | 500 | BEL | FRA | GBR 18 | GER Ki | NED Ki | ITA Ki | -        | 0    |

## Külső hivatkozások
- Profilja a grandprix.com honlapon (angolul)
- Profilja a statsf1.com honlapon (angolul)